# Beaumont, Haute-Loire
Beaumont är en kommun i departementet Haute-Loire i regionen Auvergne-Rhône-Alpes i centrala Frankrike. Kommunen ligger i kantonen Brioude-Nord som tillhör arrondissementet Brioude. År 2022 hade Beaumont 263 invånare.

## Befolkningsutveckling
Antalet invånare i kommunen Beaumont
| Referens: INSEE |